# Lagermarck
Lagermarck är en svensk adelsätt som är utgången i Sverige. Ätten immatrikulerades på Finlands riddarhus men utvandrade till Ryssland. Det är okänt om ätten fortlever där.
Ättens stamfader är kyrkoherden i Vassända i Västergötland, Sveno Jonae, vars son Johan upptog namnet Wassenius efter orten där han föddes 1620. Han var häradshövding i Sexmäki härad och i sitt första äktenskap förmäld med en dotter till ståthållaren på Viborgs slott Henrik Jonsson Caréel. Sonen i första äktenskapet, Johan Wassenius, var kamrerare vid pommerska och bremiska kommissionen när han och fadern år 1688 adlades med namnet Lagermarck varefter de året därpå introducerades på nummer 1141. Johan Wassenius Lagermarck blev slutligen kammarråd. Hans hustru från 1682 var Margareta Snack, vars mor Catharina Gestrinia var ättling till ärkebiskop Olaus Martini och Bureätten. Paret fick flera döttrar som gifte sig adligt i Sverige. Ätten fortlevde på svärdssidan med Johan Lagermarcks och Margareta Snacks son, kaptenen vid Österbottens regemente Gustaf Lagermarck som med sin hustru, borgardottern Catharina Granberg från Vasa, fick två döttrar som gifte sig borgerligt i Finland och en son, fänriken Johan Lagermarck. När Sverige förlorade Finland kom ätten att vara utgången i Sverige. I Finland naturaliserades ätten på nummer 86 år 1818. Den siste manlige medlemmen av ätten där flyttade 1871 till Ryssland. Finlands riddarhus uppger att ätten där är försvunnen.